# 1993 MG1
1993 MG1 är en asteroid i huvudbältet som upptäcktes den 23 juni 1993 av den amerikanska astronomen Eleanor F. Helin vid Palomarobservatoriet.
Asteroiden har en diameter på ungefär 4 kilometer.